# Keyholelassen
Keyholelassen (ook wel dieplassen genoemd) is een principe van lassen dat gebruikt wordt bij verschillende lasprocedé's, zoals plasmalassen, laserlassen, elektronenbundellassen en wrijvingsroerlassen.

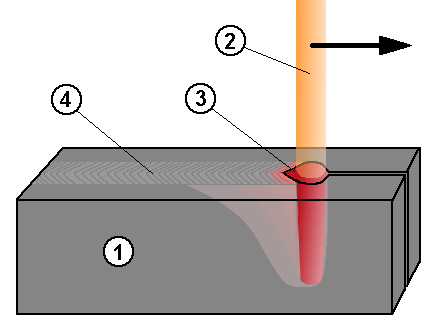
Keyholelassen: 1. werkstuk 2. energiebundel 3. keyhole 4. las

## Mechanisme
De methode van het keyholelassen wordt gebruikt bij lasprocedé's waarbij energie kan worden toegevoerd die in staat is geheel of bijna geheel door het werkstuk heen te dringen.
De te lassen werkstukken worden tegen elkaar geklemd. Daarbij mag er geen sprake zijn van openingen in de te lassen naad, omdat er geen materiaal toegevoegd wordt. Het is dus niet mogelijk om openingen op te vullen. Als dat toch nodig is dan moet draad worden toegevoegd, waarbij de toevoersnelheid en de plaats van toevoer van grote invloed is op het lasproces.
De energiebundel smelt loodrecht op de lasnaad het materiaal van beide te lassen werkstukken, waarbij een klein deel verdampt tot een plasma. Dat plasma vormt er een gaatje door het werkstuk heen (de 'keyhole', Engels voor 'sleutelgat'). Tijdens het gehele lasproces moet zoveel plasma worden gevormd dat de gasdruk daarvan de vanderwaalskrachten (oppervlaktespanning) die het gat dicht willen trekken, kan weerstaan.
Als de energiebundel voortbeweegt langs de naad, wordt aan de voorzijde van de keyhole nieuw materiaal gesmolten, dat naar de achterkant vloeit en daar stolt.
Een probleem bij laserlassen is dat veel straling wordt weerkaatst op het oppervlak. Door gebruik te maken van de keyhole-techniek wordt de straling binnenin de keyhole-opening veelvuldig weerkaatst, waardoor de absorptie sterk wordt vergroot.
Bij keyholelassen wordt meestal een beschermgas gebruikt.
Wrijvingsroerlassen is te beschouwen als een bijzondere vorm van keyholelassen, waarbij niet een energiebundel door het werkstuk heen beweegt maar een fysieke laskop.

## Toepassingen
Keyholelassen is vooral geschikt voor lassen van dik plaat- of buismateriaal.
Meestal worden stuiklassen of incidenteel ook hoeklassen gemaakt.

## Voor- en nadelen

### Voordelen
- Zeer goede laskwaliteit, door diepe doorlassing en zeer geringe kans op insluitsels
- Het is mogelijk een zeer grote lasdiepte (enkele centimeters tot zelfs wel 30 cm bij elektronenbundellassen) te bereiken, bij een zeer smalle las.
- Lasnaad hoeft niet afgeschuind te worden (dat mag niet eens).
- Geschikt voor automatische processen zoals lasrobots.
- Zeer hoge lassnelheden zijn mogelijk.
- Het is mogelijk materialen te lassen die voorzien zijn van een coating (bv. gegalvaniseerd metaal).

### Nadelen
- Naden van te lassen werkstukken moeten goed aansluiten. Toevoegen van materiaal bij slecht aansluitende naden is lastig, zeker bij dikke werkstukken.
- Het is niet goed mogelijk om complexe vormen te lassen.
- De energiebundel moet exact de te lassen naad volgen. Als de bundel per ongeluk net naast de naad last, ontstaan lasfouten die van buitenaf lastig te ontdekken zijn.
- Er worden zeer hoge temperaturen bereikt, wat nodig is om materiaal te kunnen verdampen. Dit kan nadelige gevolgen hebben voor de materiaalkwaliteit (warmte-beïnvloede zone).
- Niet handmatig te gebruiken.
- Er is dure apparatuur nodig.